# Você na TV
Você na TV foi um programa de televisão brasileiro exibido originalmente pela RedeTV!, com apresentação de João Kléber. Sua primeira fase durou entre 8 de abril de 2013 e 6 de maio de 2016, quando a emissora o cancelou, já que na ocasião o apresentador ganhou um dominical, o João Kléber Show. Retornou à programação da emissora no dia 3 de abril de 2017 e saiu do ar em 30 de setembro de 2022. Após quase dois anos fora do ar, o programa voltou à grade, reestreando em 22 de abril e ficando no ar até o dia 17 de maio de 2024. Esse retorno, no entanto, são apenas de reprises de alguns episódios antigos, voltando a reexibir os mesmos de 24 de fevereiro a 6 de junho de 2025, estando previsto a exibição de alguns episódios inéditos, o que não aconteceu.
A direção do programa é de Rafael Paladia, que também dirigiu o Teste de Fidelidade (em suas duas fases, entre 2013 e 2015 e desde 2023) e o Te Peguei na TV (extinto em 2016). Durante um período, a direção foi de Marcelo Nascimento, ex-Superpop, Pânico na Band e Encrenca. O programa possuía uma plateia de até 100 pessoas que chegam em caravanas em sua primeira fase. Com formato diversificado, teve como sua característica principal por muito tempo a participação de pessoas comuns que vão contar um segredo a parentes ou amigos. Vários destes segredos revelados viraram memes na redes sociais.

## Antecedentes e estreia
A RedeTV!, ao recontratar João Kléber, pretendia utilizar o apresentador no programa Teste de Fidelidade para ser exibido no período da noite. Durante a exibição do quadro no programa anual Bastidores do Carnaval de 2013, a atração ficou em segundo lugar no Ibope fazendo com que o Teste de Fidelidade ocupasse o lugar do extinto Saturday Night Live.
Posteriormente ficou decidido que ele ganharia um programa também nas manhãs da RedeTV! que sofria com a baixa audiência dos programas da época. Em 8 de abril de 2013 ocorreu a estreia do programa nas manhãs da emissora, onde permaneceu por mais de dois anos. Em 25 de maio de 2015, com a estreia do Melhor Pra Você na faixa matinal, o Você na TV é transferido para às 17h.
Em 13 de abril de 2016, a RedeTV! anuncia o cancelamento do programa devido a reformulação na programação do canal e ao novo programa de João Kleber aos domingos, o João Kleber Show. Inicialmente o encerramento estava previsto para 29 de abril, mas acabou adiado. A última exibição do programa ocorreu em 6 de maio de 2016.

## Retornos
Em 14 de março de 2017, a direção da RedeTV! anunciou a volta o programa nos finais de tardes de sua grade de programação diária, num horário que ainda seria definido. A reestreia do programa aconteceu no dia 3 de abril, uma segunda-feira, tendo duração de 45 minutos. No mês seguinte, o programa ganhou novo cenário e a promessa de ganhar mais meia hora de duração. Em 26 de maio de 2017, é anunciado que o programa deixaria a grade vespertina e regressar para as manhãs a partir de 01 de junho, em substituição ao Tá Sabendo? que na ocasião passou a ser exibido aos domingos. Em 30 de junho, a emissora chega a anunciar uma nova mudança de horário, recolocando o programa no final da tarde, porém ela só valeria a partir de 10 de julho, por conta da exibição de uma segunda edição do programa A Tarde é Sua. Porém, a emissora coloca no horário um caca-níquel terceirizado ao invés do programa de João Kléber. 
Em 26 de fevereiro de 2018, o programa ganha nova temporada e passa a ser exibido das 9h30 ás 10h30, com 1 hora de duração, com a volta da platéia e do assistente de palco Marquinhos. Em março do mesmo ano, com o cancelamento do programa Fala Zuca exibido na faixa matutina da emissora, o Você na TV ganha mais 15 minutos de duração, indo de 9h30 à 10h45.
Em 11 de fevereiro de 2019, o programa passa a ser exibido a partir do meio-dia. A mudança de horário ocorreu devido a estreia do Programa Padre Alessandro Campos na grade da RedeTV!, ocupando o antigo horário do programa. Com a mudança de horário, o Você na TV perdeu 15 minutos de duração, indo ao ar de 12h à 13h e deixando de ir ao ar nacionalmente pois o horário é local para as afiliadas da RedeTV!. Em 27 de maio, o programa deixa o meio-dia e volta a ser apresentado às 9:30, numa troca de horários com os programas Edu Guedes e Você e Olga.
Em 2021, o programa passou a começar às 10h45, numa troca de horário com o Vou Te Contar, programa de variedades com Claudete Troiano. Em 02 de maio de 2022, a atração estreia em novo horário, às 8:45 da manhã e é totalmente reformulado, deixando de ter as revelações de segredos e passando a ter jornalismo e prestação de serviço, além de ter novos quadros, novo cenário e passando a ser exibido ao vivo. Junto dele, vieram integrantes novos para comentar as notícias, como uma delegada, Fred Pires, astrólogo que é o guru de Anitta e Letícia Beppler, ex-musa do Corinthians e embaixadora da equipe no Estádio 97. Em 17 de maio, em virtude da baixa audiência, foi anunciado que o programa mudará de horário a partir do dia 23, passando a começar às 10h, trocando de horário com o Bom Dia Você. Também houve a troca de direção, saindo Marcelo Nascimento e voltando Rafael Paladia e a atração voltou a exibir revelações de segredos.
No dia 30 de setembro de 2022, o programa é exibido pela última vez, sendo substituído pela estreia de Manhã do Ronnie, comandado por Ronnie Von, e pelo Vou Te Contar de Claudete Troiano, a partir do dia 3 de outubro.
Em 18 de abril de 2024, o programa voltou ao horário em que era exibido, das 9h às 10h, substituindo o Manhã do Ronnie, que teve a sua última edição exibida no dia 19. O retorno à grade aconteceu no dia 22 do mesmo mês e se consiste em exibir apenas reprises, ficando no ar até o dia 17 de maio, quando teve seu espaço ocupado pelos cultos da Igreja Universal do Reino de Deus e as televendas da Ultrafarma.
Após quase um ano fora do ar, o programa retornou à programação da RedeTV! no dia 24 de fevereiro de 2025, novamente reprisando alguns episódios, como um esquenta para a produção de edições inéditas, o que não aconteceu. Nessa reestreia, passou a ser exibido das 10h ás 11h30, fazendo com o que o Fica Com a Gente fosse empurrado para a faixa das 11h30 ás 13h. Em 31 de março inverteu horário com o programa de Edu Guedes, agora passando a ser exibido de 11h30 ás 13h, tendo apenas 30 minutos nacionais. Deixou a programação no dia 6 de junho de 2025 devido a estreia do Brasil do Povo, fazendo com que o Bola na Rede e o Elas em Jogo ocupassem a faixa matinal.

## Quadros
- JK Delivery
- Amigo da Onça
- O Confessionário
- A Capsula da Verdade
- Tudo Por Amor
- Qual o Segredo?
- O Tribunal
- O Que Tem na Geladeira?
- Perdão
- Detetive
- Me Dê Uma Chance
- Por Onde Anda?
- De Cara Com A Verdade
- Show De Talentos
- O Que Tem Na Caixa?
- As Pegadinhas
- Dormindo Com O Inimigo
- O Que Acontece?
- Segredo Da Bolsa
- Segredo dos Famosos
- Se arruma pra mim
- Nota Premiada
- O que acontece?
- Vidente No Volante
- História Sobrenatural
- História Da Vida Real

## Controvérsias
Você na TV e Casos de Família, do SBT, são alvo de críticas recorrentes por levarem ao ar possíveis falsas histórias, utilizando-se de convidados semelhantes. Em diversas oportunidades, o jornalista do UOL Mauricio Stycer relatou, em seu blog, situações em que figurantes contavam histórias num programa e, em um curto espaço de tempo, apareciam no outro fazendo relatos que não se conectavam.
Ainda há muitas controvérsias sobre tudo ser armado no programa, mas a RedeTV! opta por não se pronunciar sobre o assunto.